# BGL Luxembourg Open 2013
BGL Luxembourg Open 2013 byl tenisový turnaj pořádaný jako součást ženského okruhu WTA Tour, který se hrál na krytých dvorcích s tvrdým povrchem komplexu Kockelscheuer Sport Centre. Konal se mezi 14. až 20. říjnem 2013 v lucemburském hlavní městě Lucemburku jako 23. ročník turnaje.
Turnaj s rozpočtem 235 000 dolarů patřil do kategorie WTA International Tournaments. Nejvýše nasazenou hráčkou ve dvouhře se stala devátá tenistka světa Caroline Wozniacká z Dánska, která potvrdila roli favoritky a turnaj vyhrála po finálové výhře nad Němkou Annika Beckovou. V deblové soutěži triumfovaly Stephanie Vogtová a Yanina Wickmayerová a obě si připsaly premiérový triumf na okruhu WTA Tour ve čtyřhře. Vogtová se tak stala vůbec první lichtenštejnskou tenistkou v historii, která zvítězila na jakékoli události WTA.

## Ženská dvouhra

### Nasazení
| Stát          | Hráčka              | WTA1) | Nasazení |
| ------------- | ------------------- | ----- | -------- |
| Dánsko        | Caroline Wozniacká  | 9.    | 1.       |
| Spojené státy | Sloane Stephensová  | 12.   | 2.       |
| Německo       | Sabine Lisická      | 14.   | 3.       |
| Belgie        | Kirsten Flipkensová | 19.   | 4.       |
| Česko         | Lucie Šafářová      | 28.   | 5.       |
| Německo       | Mona Barthelová     | 34.   | 6.       |
| Kanada        | Eugenie Bouchardová | 35.   | 7.       |
| Srbsko        | Bojana Jovanovská   | 37.   | 8.       |

- 1) Žebříček WTA k 7. říjnu 2013.

### Jiné formy účasti
Následující hráčky obdržely divokou kartu do hlavní soutěže:
- Timea Bacsinszká
- Mandy Minellaová
- Heather Watsonová

Následující hráčky si zajistily postup do hlavní soutěže v kvalifikaci:
- Sesil Karatančevová
- Kristina Kučová
- Katarzyna Piterová
- Tereza Smitková

### Odhlášení
před zahájením turnaje
- Sorana Cîrsteaová
- Julia Görgesová
- Madison Keysová

### Skrečování
- Stefanie Vögeleová

## Ženská čtyřhra

### Nasazení
| Stát       | Hráčka                      | Stát      | Hráčka                | WTA1) | Nasazení |
| ---------- | --------------------------- | --------- | --------------------- | ----- | -------- |
| Rusko      | Naděžda Petrovová           | Slovinsko | Katarina Srebotniková | 7.    | 1.       |
| Francie    | Kristina Mladenovicová      | Polsko    | Katarzyna Piterová    | 107.  | 2.       |
| Španělsko  | Lourdes Domínguezová Linová | Rumunsko  | Monica Niculescuová   | 132.  | 3.       |
| Chorvatsko | Darija Juraková             | Česko     | Renata Voráčová       | 135.  | 4.       |

- 1) Žebříček WTA k 7. říjnu 2013; číslo je součtem umístění obou členek páru.

### Jiné formy účasti
Následující páry obdržely divokou kartu do hlavní soutěže:
- Mandy Minellaová /  Stefanie Vögeleová

### Skrečování
- Polona Hercogová

## Přehled finále

### Ženská dvouhra
- Caroline Wozniacká vs.  Annika Becková, 6–2, 6–2

### Ženská čtyřhra
- Stephanie Vogtová /  Yanina Wickmayerová vs.  Kristina Barroisová /  Laura Thorpeová, 7–6(7–2), 6–4